# Филота (приближённый Антигона I)
Филота (др.-греч. Φίλωτας, IV век до н. э.) — приближённый Антигона I Одноглазого .

В 319 году до н. э. Антигон, недовольный усилением Эвмена, поручил Филоте при помощи подкупа и раздачи щедрых обещаний склонить служивших у грека аргираспидов и других македонян к измене. Филоте первоначально удалось переманить на сторону Антигона одного из предводителей «серебряных щитов» Тевтама. Однако соратник Тевтама Антиген, по замечанию Диодора Сицилийского, «человек большой проницательности и верности», не пожелал предавать Эвмена. Он доказал Тевтаму, что кардиец, будучи иностранцем, сохранит и, возможно, улучшит их положение, в то время как Антигон в случае усиления поставит на их места своих друзей. Другие же подчинённые Эвмена, собравшись без него, узнали из писем Антигона, что будут наказаны, если немедленно не схватят и не казнят грека. Таким образом, они должны были или оставаться «на стороне царей и получить наказание от Антигона, либо подчиняться Антигону и понести наказание от Полиперхонта и царей». В это время вошедший Эвмен, прочитав доставленные Филотой послания, призвал македонян следовать за Аргеадами, а не бунтарём. Таким образом Филота потерпел в итоге неудачу в своих действиях.